# 薩波吉夫 (加利奇區)

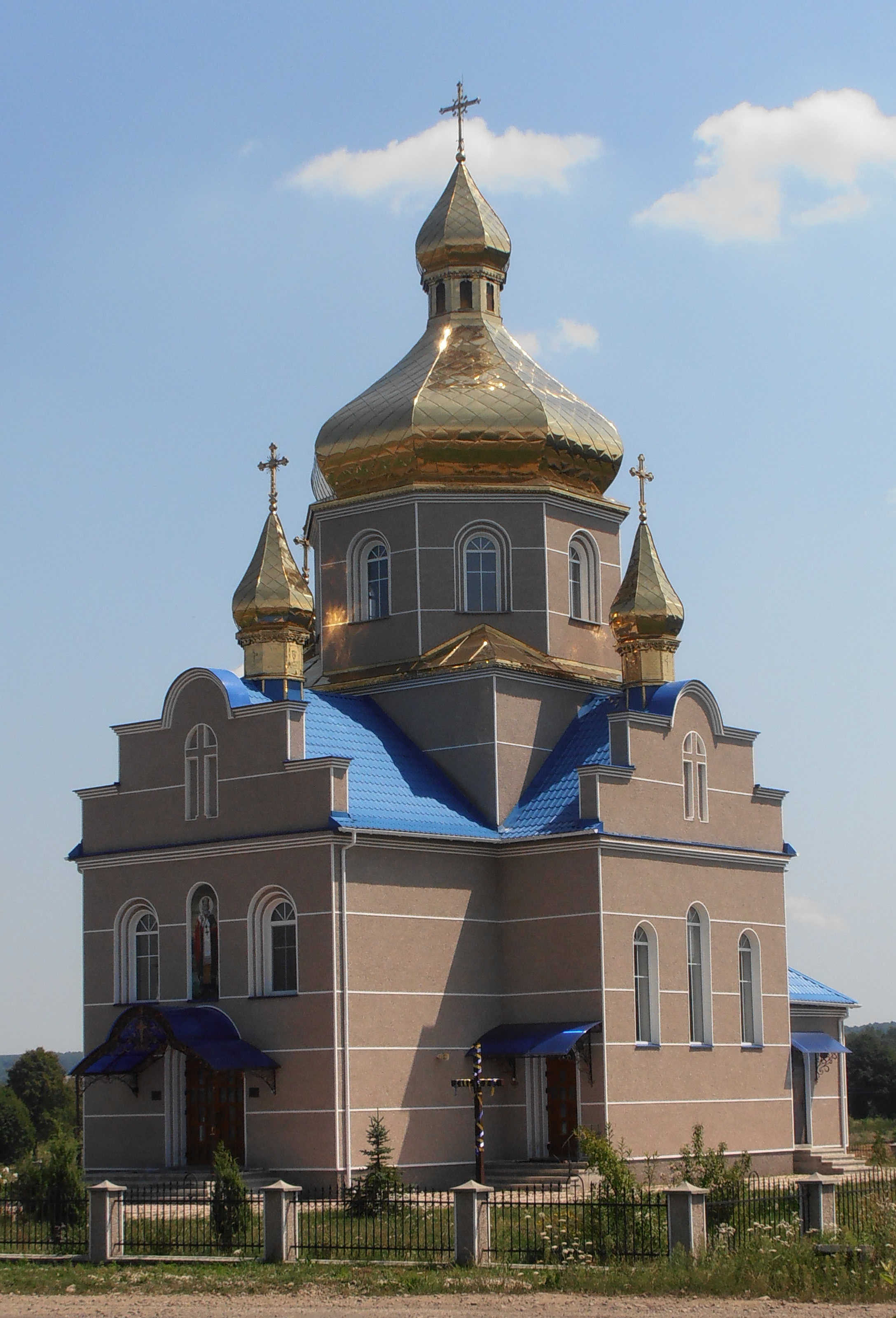

薩波吉夫（烏克蘭語：Сапогів），是烏克蘭西部的村莊，隸屬伊萬諾-弗蘭科夫斯克州的伊萬諾-弗蘭科夫斯克區。該村面積5.82平方公里，2001年人口412，人口密度每平方公里70.8人。
49°3′17″N 24°36′38″E / 49.05472°N 24.61056°E